# Iglesia de San José (Venecia)
La Iglesia de San José  es un templo colombiano de culto católico bajo la advocación de San José, está localizado en el parque principal del municipio de Venecia (Antioquia), y pertenece a la jurisdicción eclesiástica de la Diócesis de Caldas.
Se trata de una iglesia de estilo neogótico, construida en ladrillo macizo con traba inglesa, considerada, después de la Catedral de Medellín, como la más grande de este material en Antioquia. Su planta es de cruz latina, con tres naves y dos torres, además de una fachada con rosetones abiertos. Entre los ornamentos interiores se destacan el altar mayor y el viacrucis elaborados en mármol italiano, y los vitrales con imágenes de santos y pasajes bíblicos.

## Reseña histórica
La primera iglesia veneciana era una pequeña capilla construida entre 1902 a 1906, fue consagrada a Nuestra Señora de la Soledad y que estuvo ubicada donde actualmente funciona el comando de la policía, en el costado norte del parque. El 22 de agosto de 1914 el Pbro. Jesús Antonio Duque Rivas obtuvo del Arzobispo de Medellín el cambio del nombre de la parroquia por el de San José de Venecia, que es que actualmente tiene, quedando como patrono San José.
Debido al aumento poblacional del municipio, se vio la necesidad de contar con un nuevo templo capas de albergar a la creciente población, por lo cual se comenzó la edificación de un nuevo templo, cuya primera piedra se colocó el 19 de marzo de 1918, localizada a la entrada de la sacristía, a un costado de la columna derecha; este se inauguró veinte años después, el 19 de marzo de 1938. La construcción de la misma fue dirigida por Salvador Ortiz, quien participó en la construcción de la Catedral Metropolitana de Medellín.
El 24 de diciembre de 1963 fue instalado el reloj en una de las torres del templo, justo en unas formaletas circulares que se habían dejado para tal fin. Dicho reloj había sido mandado a construir en 1936 en el municipio de Bello por el padre Ramírez y costo 2.500.00 pesos. 
En 1946, resultó que las campanas no eran del agrado de los levitas, pues las consideraban poco potentes, por lo cual fueron cambiadas por unas más grandes, de una supuesta mayor capacidad sonora; cuando estuvieron listas para funcionar, la comunidad se congregó al frente del templo el día de su inauguración, les recomendaron que se taparan los oídos porque podrían sufrir por el sonido tan potente; pero la sorpresa del pueblo fue que las dichosas campanas no resultaron tan potentes como decían, y que además las que quitaron eran de sonido muy superior a las nuevas.